# Region Uppsala folkhögskola

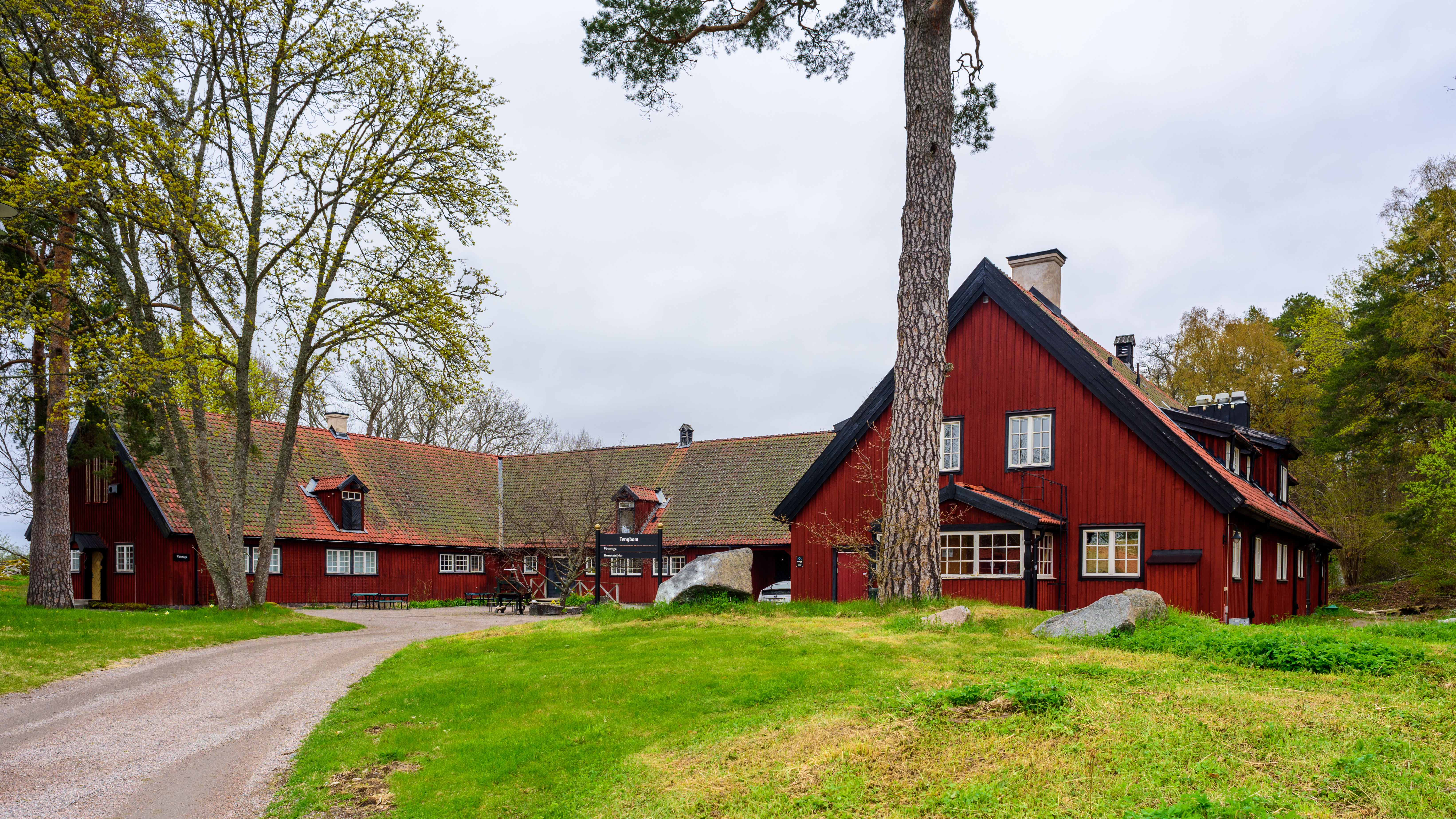
Ekonomibyggnad till Viks slott ritad av Ivar Tengbom som används av folkhögskolans konstnärliga utbildningar.

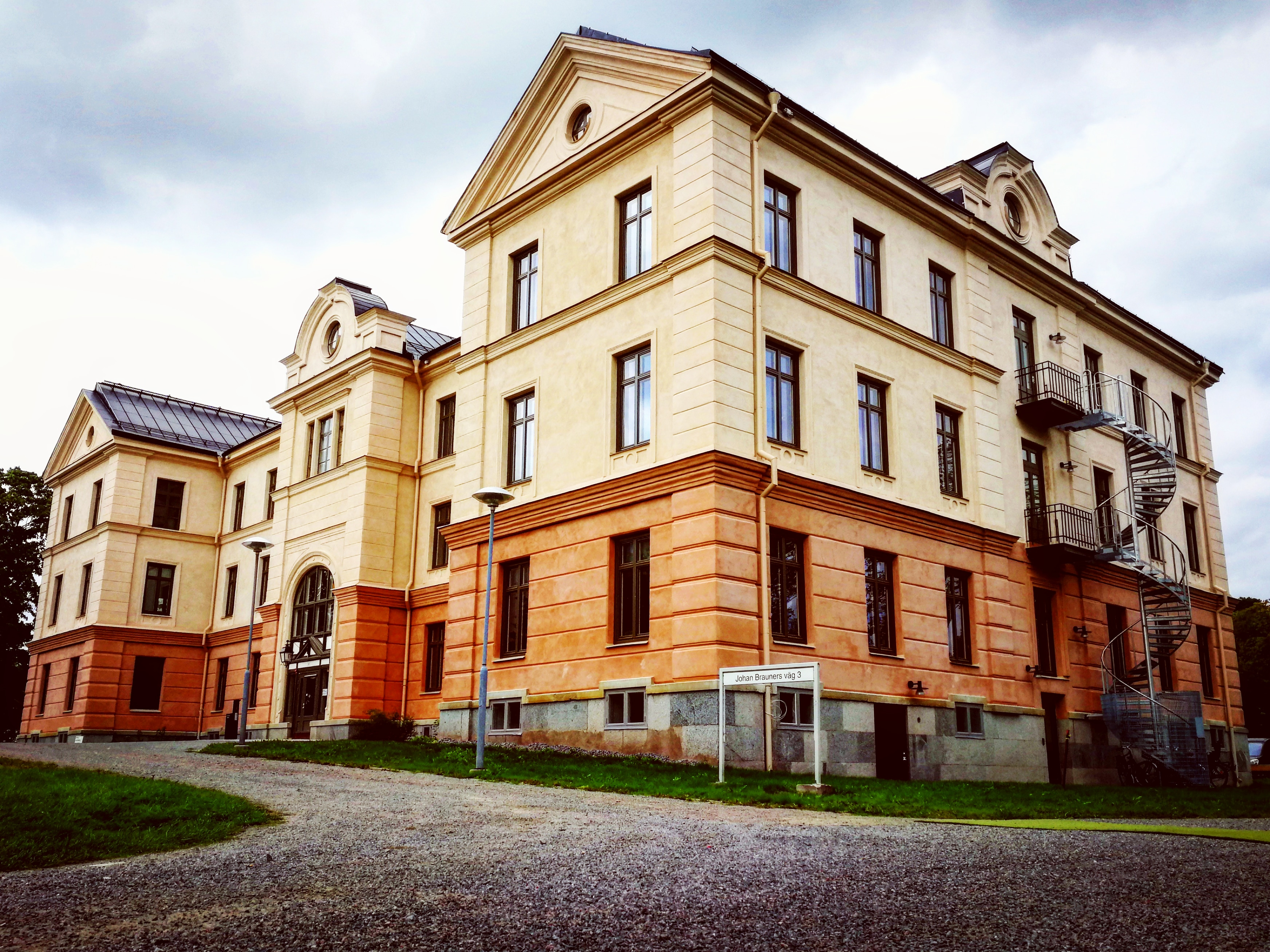
Region Uppsala Folkhögskolas tidgare lokaler i Uppsala.

Region Uppsala folkhögskola, tidigare kallad Wiks folkhögskola, är en folkhögskola som bedriver verksamhet i Uppsala, Heby, Tierp och på Wik. Verksamheten bredvid Wiks slott i Balingsta socken i Uppsala kommun har bedrivits sedan 1926. Huvudman är Region Uppsala. På Region Uppsala folkhögskola erbjuds flera olika kurser, till exempel tolkkurser, estetiska kurser inom konst, dans och film och skådespeleri. I Uppsala och Heby finns allmän kurs, studiemotiverande kurser samt kurser för ukrainsktalande. I Tierp finns också en yrkesutbildning till lokalvårdare.  
Verksamheten i Uppsala flyttade från Ulleråkersområdet till Campus Ultuna hösten 2018 på grund av Uppsala kommuns planer att bygga bostäder i Ulleråker.

## Wiks folkhögskola
Skolan kallades tidigare Wiks folkhögskola och hade primärt estetiska utbildningar på Wik samt allmän kurs på filialen i Uppsala. 2020 lades skolans samtliga estetiska utbildningar ner (skrivarlinjen, konstlinjen och musiklinjen). Redan året innan hade teaterlinjen lagts ner. Namnbytet skedde 2021 efter en omstart som innebar en ny inriktning på skolan.